# Markgrafenkirche Seibelsdorf

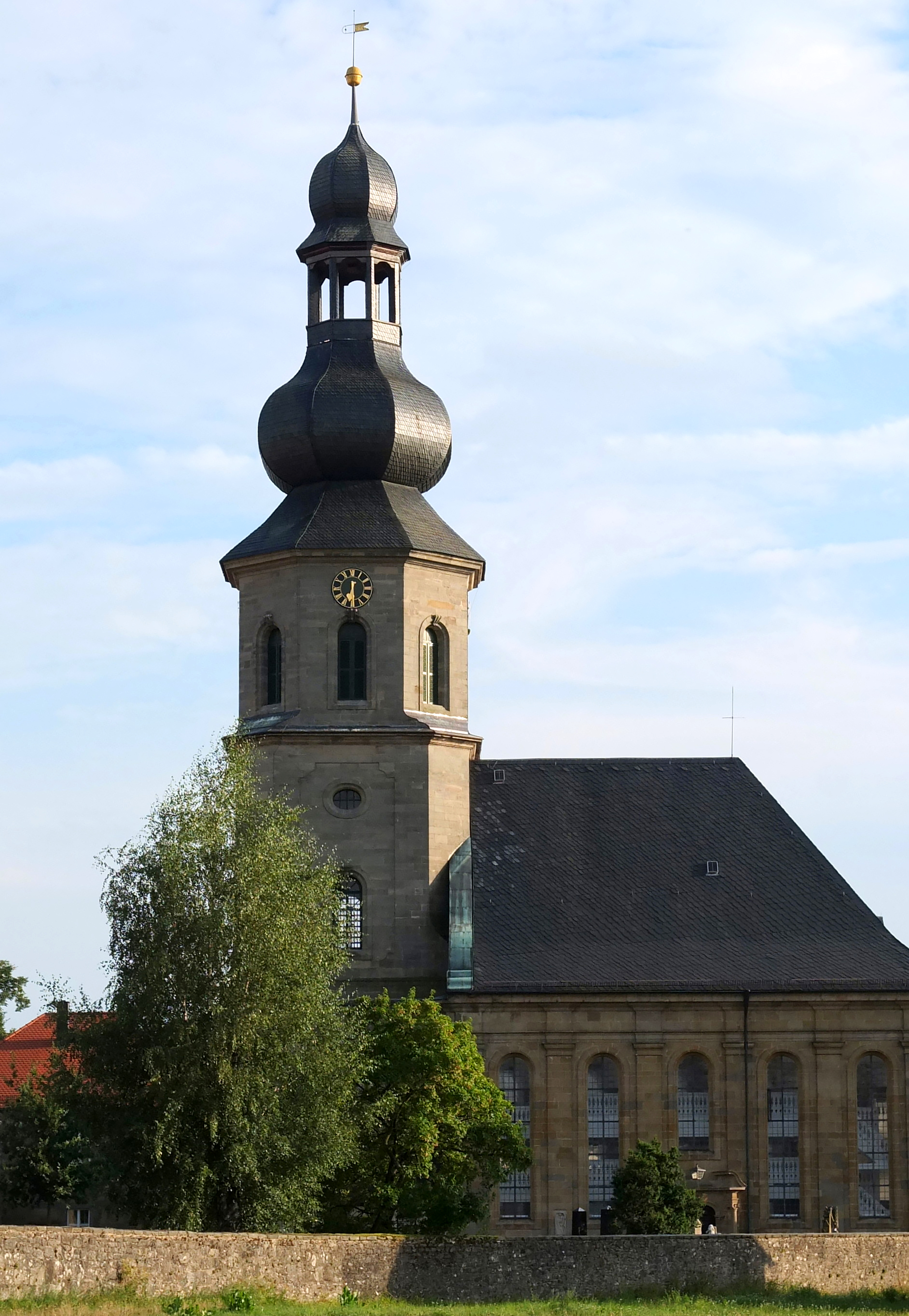
Markgrafenkirche Seibelsdorf (Nordansicht)

Die Markgrafenkirche (auch Andreaskirche oder St. Andreas) in Seibelsdorf, einem Gemeindeteil von Marktrodach im oberfränkischen Landkreis Kronach, ist ein evangelisch-lutherischer Kirchenbau.

## Geschichte
Die Markgrafenkirche wurde in den Jahren 1735 bis 1760 von Rats- und Schlossbaumeister Johann Georg Hoffmann als Sandsteinquaderbau im Markgrafenstil erbaut und gilt als eines der besten spätbarocken Beispiele für diesen Baustil. Zuerst entstand in den Jahren von 1735 bis 1738 das Langhaus. Der 50 m hohe Turm wurde in den Jahren 1751 bis 1755 errichtet; 1760 wurde der Bau mit der Sakristei abgeschlossen.
An die Kirche schließt sich ein Friedhof mit einer Wehrmauer an, die im Kern vermutlich aus dem 15. Jahrhundert stammt.
Von 1809 bis 1924 war die Markgrafenkirche Dekanatskirche.
1963 wurde die Markgrafenkirche umfangreich renoviert. In den Jahren 2008 bis 2010 fand eine aufwändige Innensanierung statt.
2013 wurde das 250-jährige Kirchenjubiläum zusammen mit Landesbischof Heinrich Bedford-Strohm gefeiert.

## Ausstattung
Der Kanzelaltar, der 1762 von Johann Gabriel Räntz geschaffen wurde, zeichnet sich durch umfangreiche Verzierungen und goldene Ornamente aus.
Das Langhaus ist an drei Seiten mit zwei Emporen auf jeweils zwei Ebenen ausgestattet. Insgesamt bietet der Kirchenbau ca. 550 Sitzplätze. Die Langhausdecke ist im Rokokostil von Josefi de Buzzi gestaltet und mit Stuck und Deckengemälden verziert. Dargestellt sind unter anderem das markgräfliche Wappen und die Initiale „F“ des Markgrafen Friedrich von Kulmbach-Brandenburg-Bayreuth. Vormals leere Flächen des Deckenspiegels wurden im Zuge der Sanierung 2008 bis 2010 von Gerhard Mayer als Tuschezeichnung mit dem Titel Gott-Partikel gestaltet.
Die seit 1984 eingesetzte Hoffmann-Orgel besitzt drei Manuale und 20 Register.

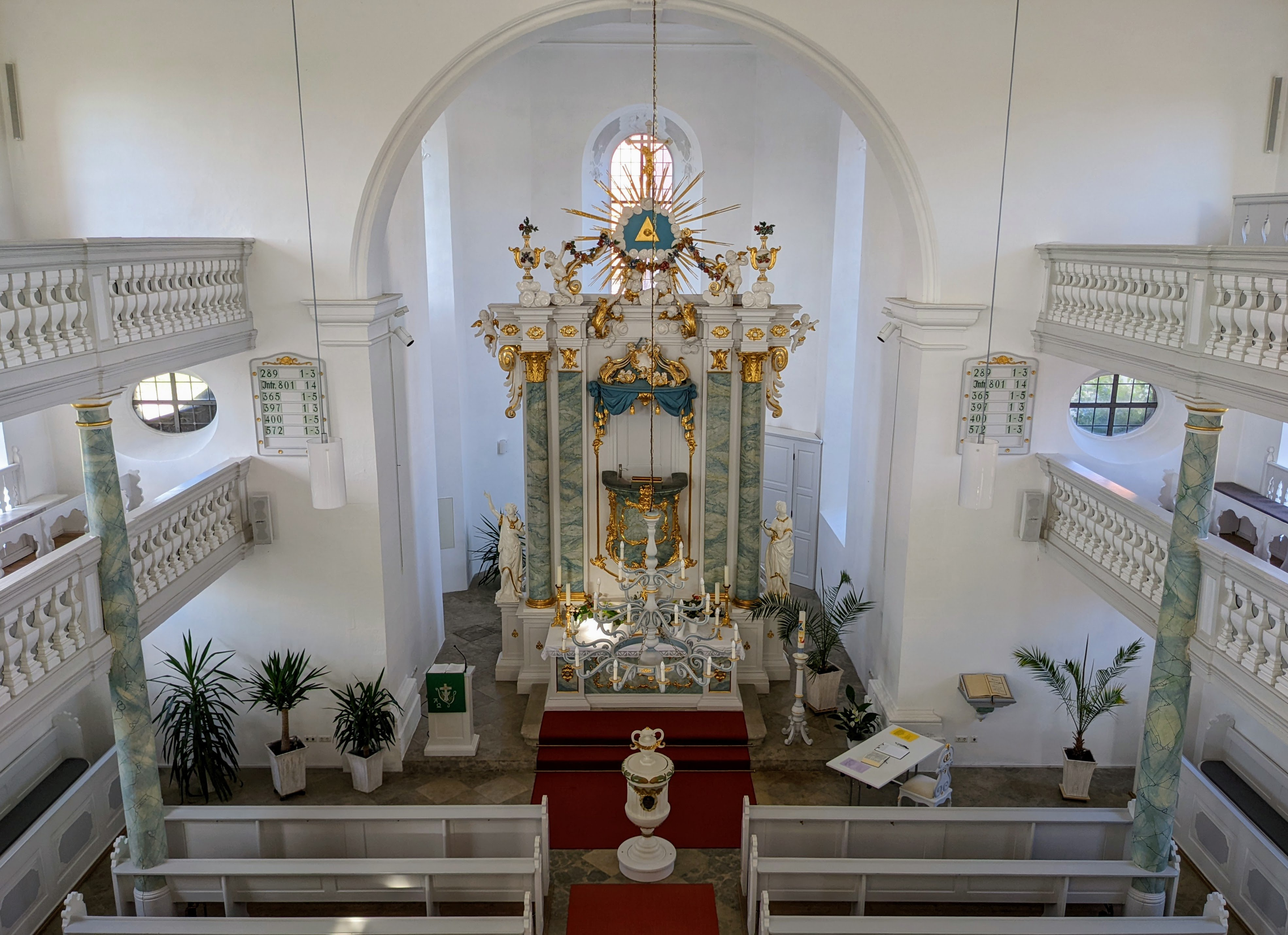
Innenansicht mit Altar
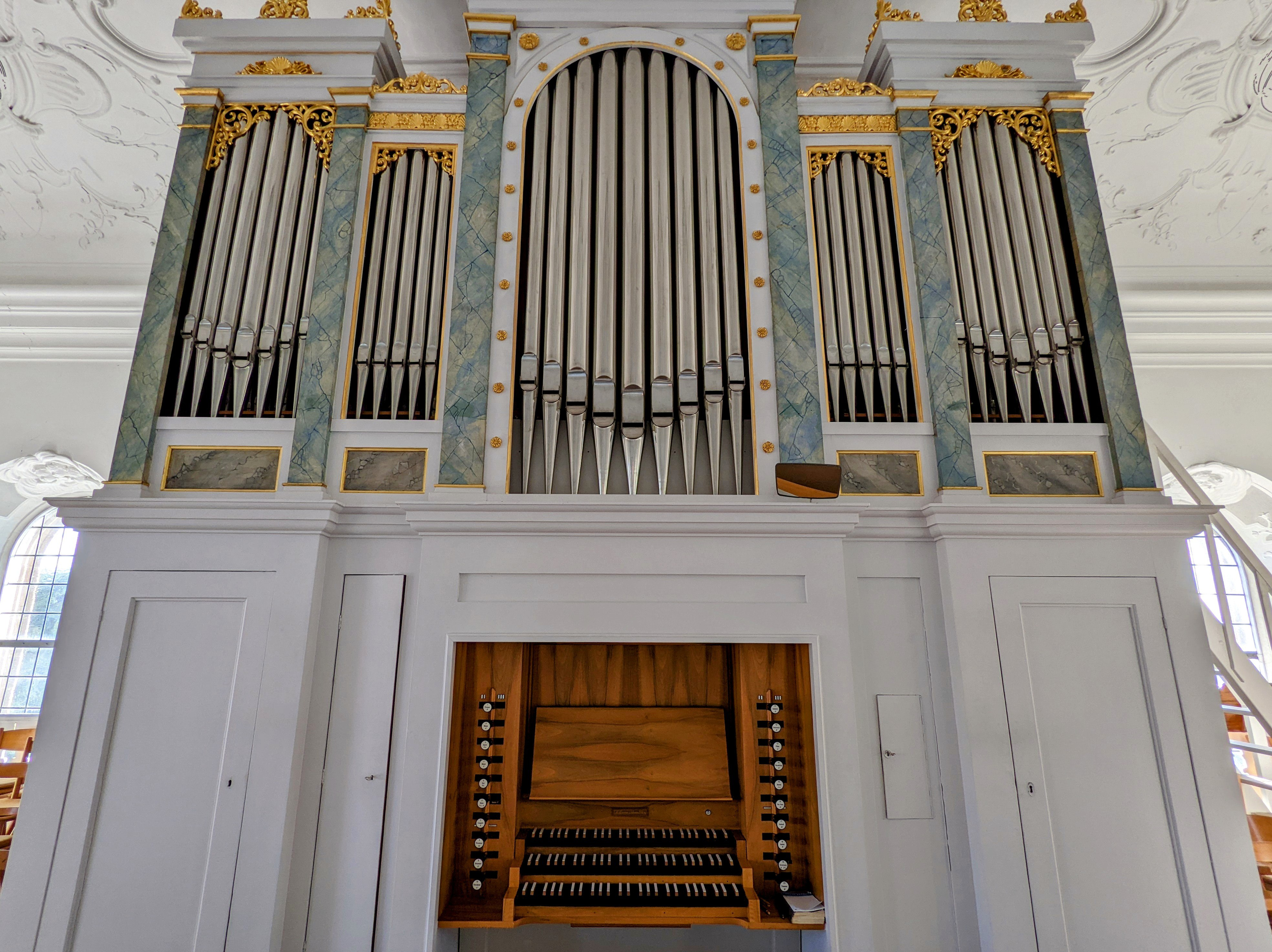
Orgelansicht
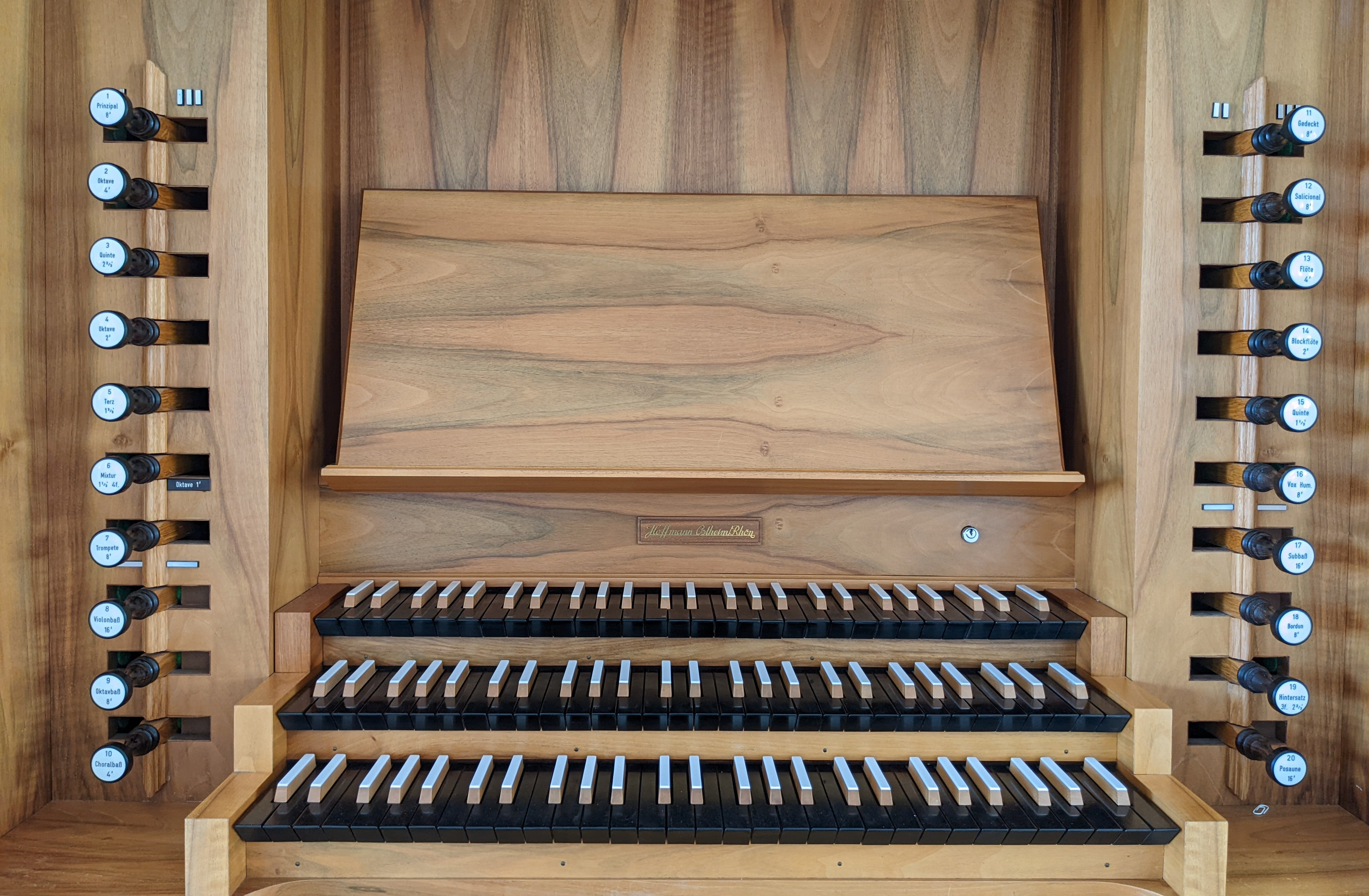
Kirchenorgel
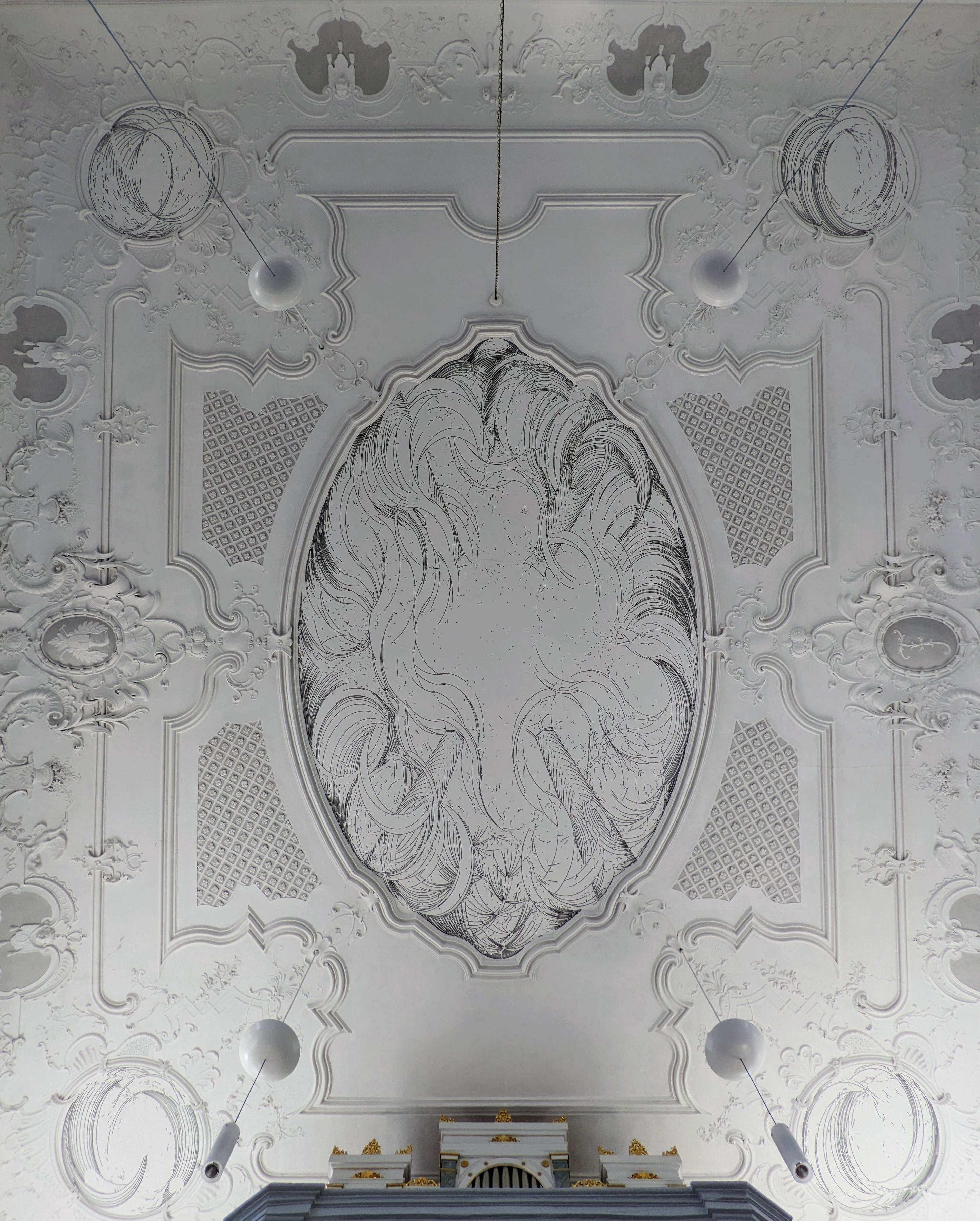
Deckengestaltung
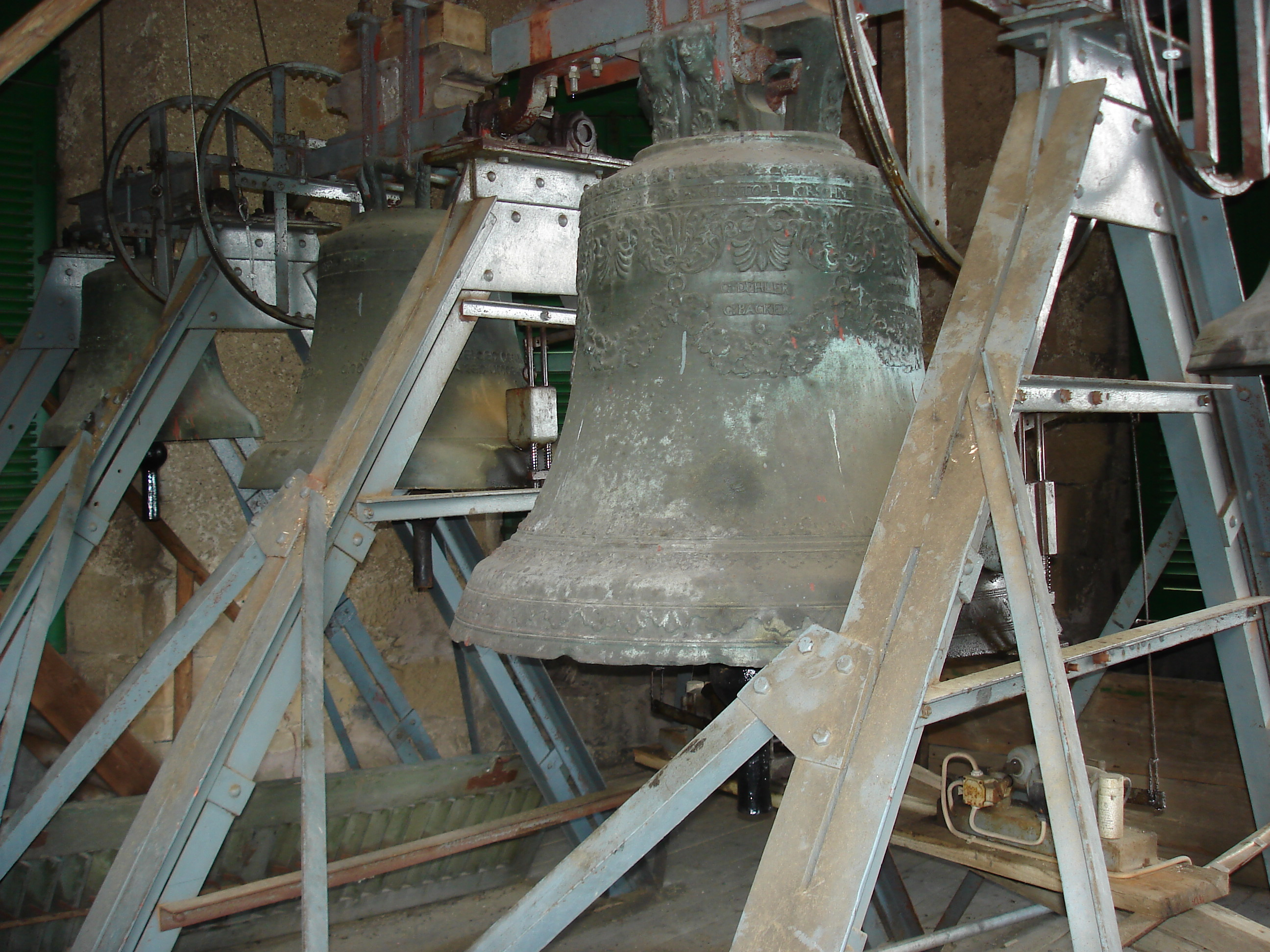
Glockenstuhl
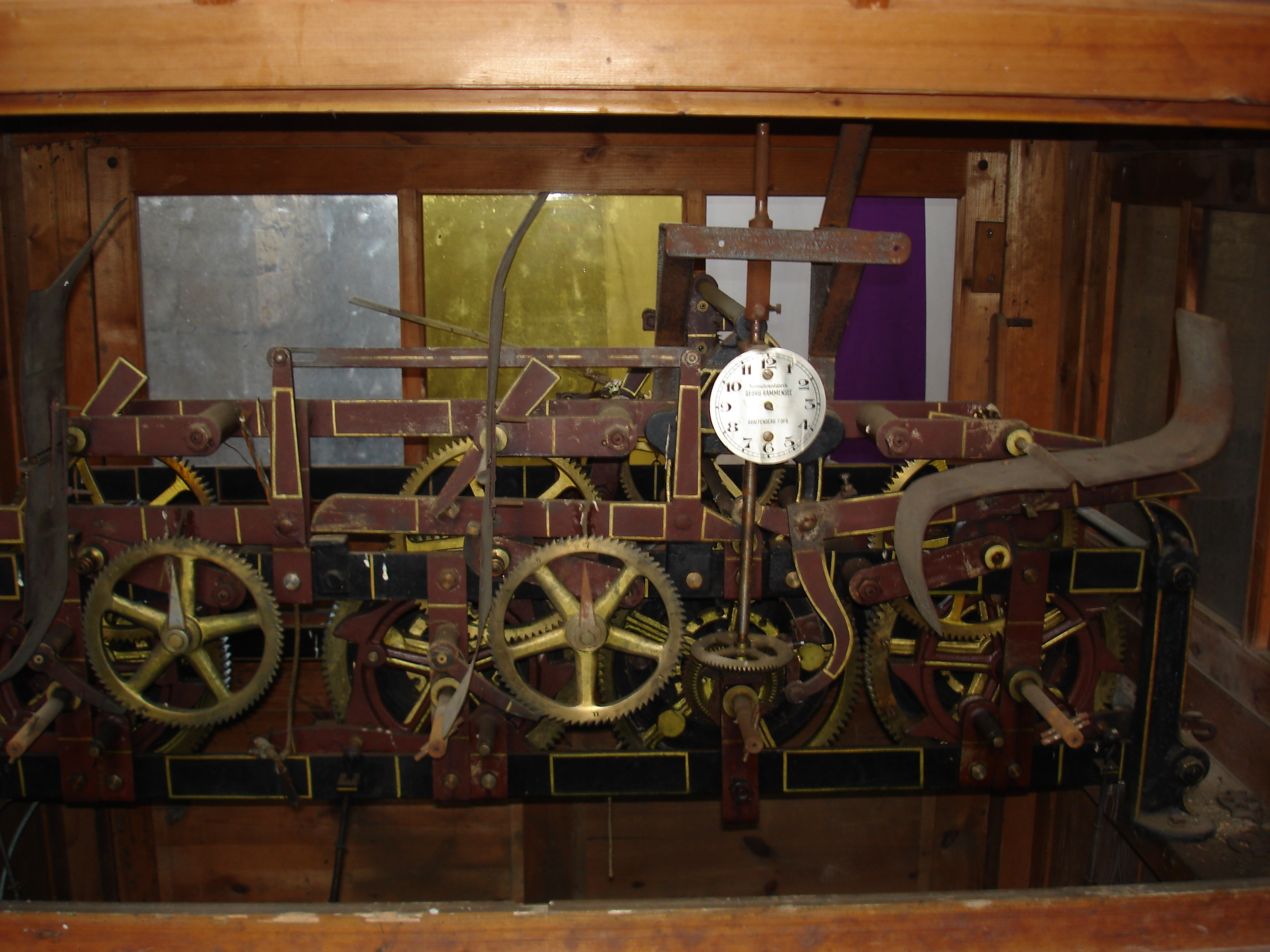
Uhrwerk der Turmuhr
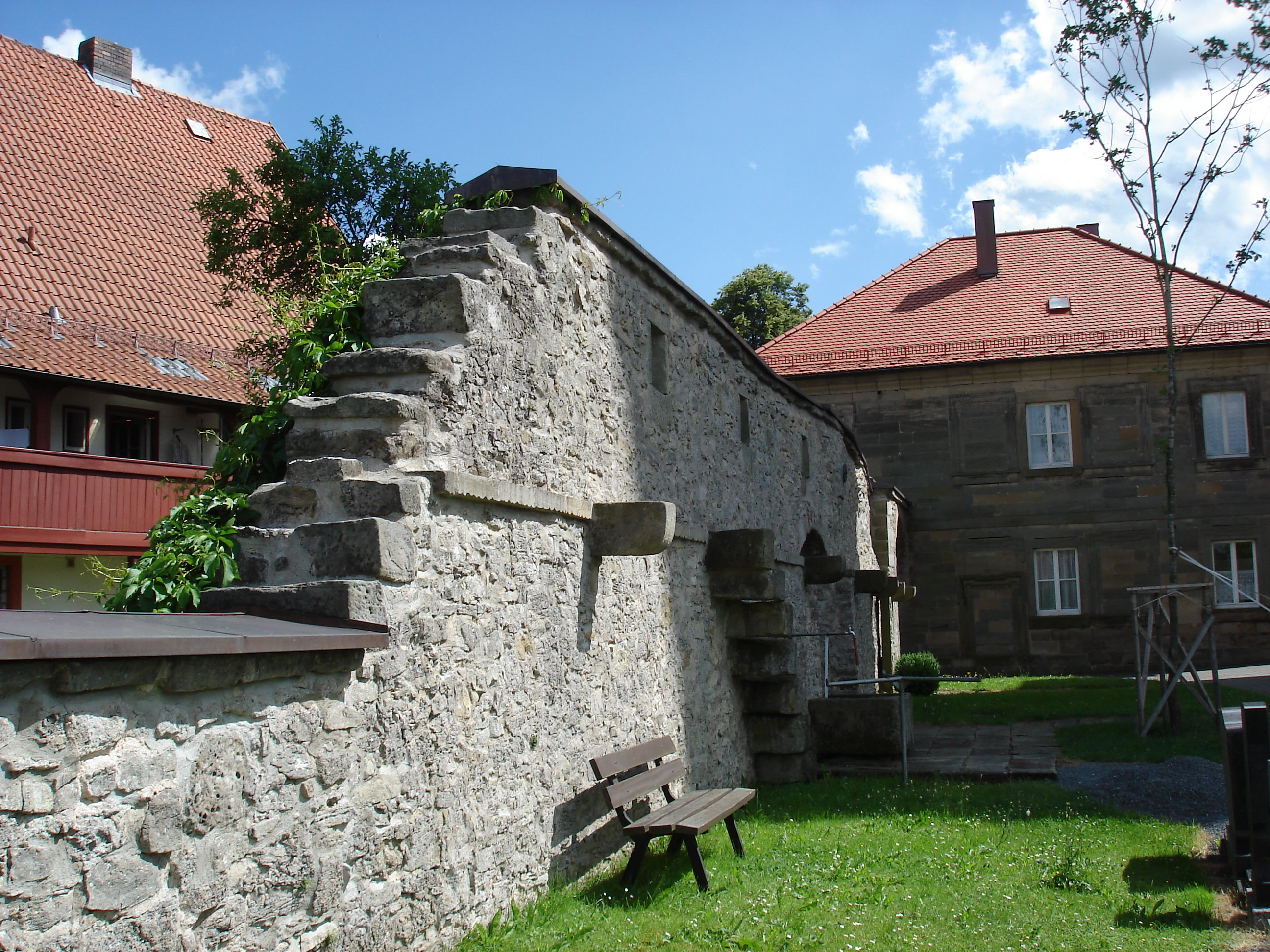
Reste der Wehrmauer